# Kisikland község
Kisikland község (románul: Comuna Iclănzel) község Maros megyében, Romániában. Központja Kisikland, beosztott falvai Gidástó, Hirtopa, Iklándivölgy, Lekenceiforduló, Mezőkapus, Nagyikland, Szénafű, Tyiszelica, Völgyön-túl, Uriszénafű.

## Népessége
A 2011-es népszámlálás adatai alapján a község népessége 2126 fő volt.